# Baía de Puck

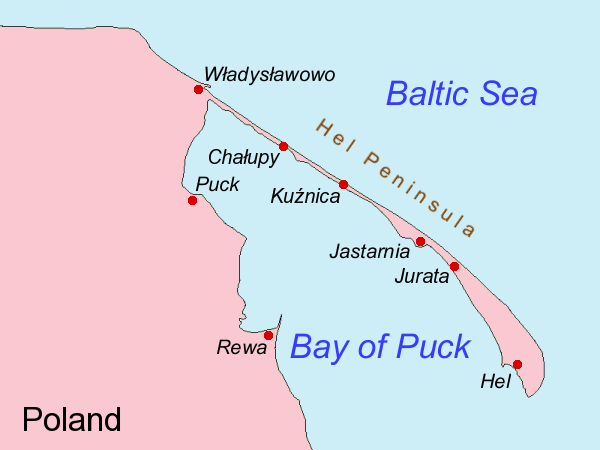
Baía de Puck e a Península Hel.

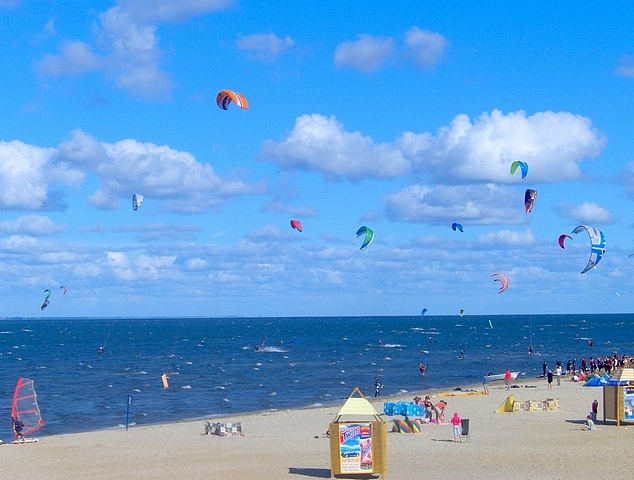
Kitesurf numa praia de Puck.

A baía de Puck (em polonês/polaco:  Zatoka Pucka;em cassúbio:  Pùckô Hôwiga), historicamente também conhecida como a baía de Putzig (em alemão:  Putziger Wiek), é uma baixa ramificação das águas no oeste da baía de Gdańsk, no sul do mar Báltico, fechado pelo litoral da Pomerânia de Gdańsk, na Polônia. Ele é separado pela abertura do mar na península de Hel.
A baía tem uma profundidade média de 2 a 6 m. Há um pequeno banco de areia do Cabo Rewa para Kuźnica no meio da península de Hel. A baía é utilizável somente por pequenos barcos pesqueiros e iates. Há depósitos de sal abaixo da baía de Puck.
Os principais portos da baía são: Puck, Jastarnia e Hel.